# Cukuru Hori
Cukuru Hori (japonsky: 堀創, * 2. listopadu 1989 Prefektura Mijagi) je japonský reprezentant ve sportovním lezení a mistr Asie v boulderingu. V celkovém hodnocení světového poháru v roce 2010 získal bronz.

## Výkony a ocenění
- 2010: nominace na prestižní mezinárodní závody Rock Master v italském Arcu

### Závodní výsledky
| Arco Rock Master | Arco Rock Master |
| Rok              | 2010             |
| ---------------- | ---------------- |
| Bouldering       | 3                |

| Mistrovství světa | Mistrovství světa | Mistrovství světa |
| Rok               | 2014              | 2016              |
| ----------------- | ----------------- | ----------------- |
| Bouldering        | 6                 | 6                 |

| Světový pohár (nalevo jsou poslední závody v roce) | Světový pohár (nalevo jsou poslední závody v roce) | Světový pohár (nalevo jsou poslední závody v roce) | Světový pohár (nalevo jsou poslední závody v roce) | Světový pohár (nalevo jsou poslední závody v roce) | Světový pohár (nalevo jsou poslední závody v roce) | Světový pohár (nalevo jsou poslední závody v roce) | Světový pohár (nalevo jsou poslední závody v roce) | Světový pohár (nalevo jsou poslední závody v roce) | Světový pohár (nalevo jsou poslední závody v roce) | Světový pohár (nalevo jsou poslední závody v roce) | Světový pohár (nalevo jsou poslední závody v roce) |
| Rok                                                | 2006                                               | 2007                                               | 2008                                               | 2009                                               | 2010                                               | 2011                                               | 2012                                               | 2013                                               | 2014                                               | 2015                                               | 2016                                               |
| -------------------------------------------------- | -------------------------------------------------- | -------------------------------------------------- | -------------------------------------------------- | -------------------------------------------------- | -------------------------------------------------- | -------------------------------------------------- | -------------------------------------------------- | -------------------------------------------------- | -------------------------------------------------- | -------------------------------------------------- | -------------------------------------------------- |
| Obtížnost                                          | 46                                                 | 38                                                 |                                                    |                                                    |                                                    |                                                    |                                                    |                                                    |                                                    |                                                    |                                                    |
| jednotlivě (x/x/x)                                 |                                                    |                                                    |                                                    |                                                    |                                                    |                                                    |                                                    |                                                    |                                                    |                                                    |                                                    |
|                                                    |                                                    |                                                    |                                                    |                                                    |                                                    |                                                    |                                                    |                                                    |                                                    |                                                    |                                                    |
| Bouldering                                         |                                                    |                                                    | 7                                                  | 12                                                 | 3                                                  | 4                                                  | 12                                                 | 14                                                 | 13                                                 | 13                                                 | 21                                                 |
| jednotlivě (x/x/x)                                 |                                                    |                                                    |                                                    |                                                    |                                                    |                                                    |                                                    |                                                    |                                                    |                                                    |                                                    |
|                                                    |                                                    |                                                    |                                                    |                                                    |                                                    |                                                    |                                                    |                                                    |                                                    |                                                    |                                                    |
| Kombinace                                          |                                                    |                                                    |                                                    |                                                    |                                                    |                                                    |                                                    |                                                    |                                                    |                                                    |                                                    |

| Mistrovství Asie | Mistrovství Asie | Mistrovství Asie | Mistrovství Asie | Mistrovství Asie |
| Rok              | 2008             | 2009             | 2010             | 2015             |
| ---------------- | ---------------- | ---------------- | ---------------- | ---------------- |
| Obtížnost        | 8                |                  |                  |                  |
| Bouldering       | 1                | 2                | 2                | 1                |

| Mistrovství světa juniorů | Mistrovství světa juniorů |
| Rok                       | 2007 junioři              |
| ------------------------- | ------------------------- |
| Obtížnost                 | 3                         |